# Anne Locke
Anne Locke (1533 circa – 1590) è stata una poeta e traduttore inglese e figura apicale del calvinismo.
È considerata la prima autrice inglese a pubblicare una sequenza di sonetti, A Meditation of a Penitent Sinner (1560), sebbene la paternità di quell'opera sia stata attribuita su solide basi a Thomas Norton.